# Piazzi Smyth (kráter)

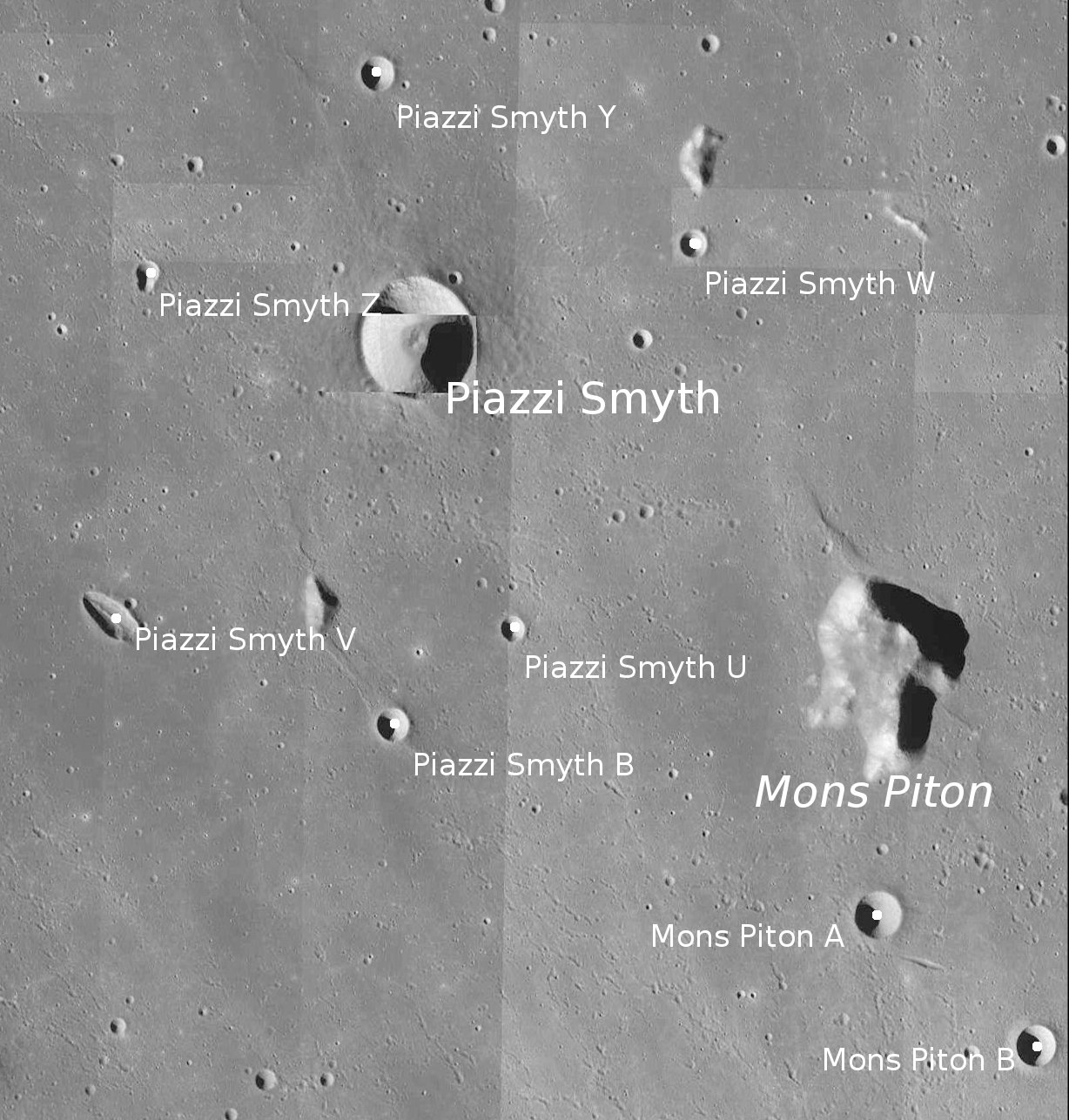
Kráter Piazzi Smyth a okolí

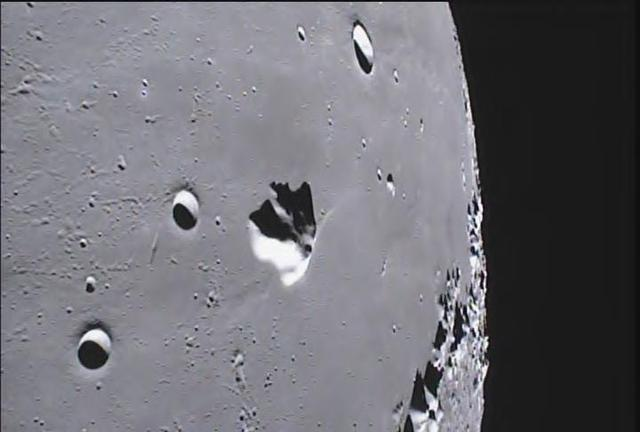
Kráter Piazzi Smyth (na snímku nahoře), hora uprostřed je Mons Piton.

Piazzi Smyth je impaktní kráter nacházející se ve východní části měsíčního moře Mare Imbrium (Moře dešťů) poblíž nultého poledníku na přivrácené straně Měsíce. Má průměr 12,8 km, jeho okrajový val je pravidelného kruhového tvaru. Vzhledem ke své velikosti postrádá centrální vrcholek.
Jihozápadně leží kráter Kirch a jihovýchodně osamocená hora Mons Piton. Severovýchodně na pobřeží Moře dešťů se rozkládá pohoří Montes Alpes (Alpy).

## Název
Pojmenován je podle britského královského astronoma pro Skotsko Charlese Piazzi Smytha.

## Satelitní krátery
V okolí kráteru se nachází několik dalších kráterů. Ty byly označeny podle zavedených zvyklostí jménem hlavního kráteru a velkým písmenem abecedy.
| Piazzi Smyth | Sel. šířka | Sel. délka | Průměr |
| ------------ | ---------- | ---------- | ------ |
| B            | 40.5° N    | 3.4° W     | 4 km   |
| M            | 45.0° N    | 4.2° W     | 2 km   |
| U            | 40.8° N    | 2.7° W     | 3 km   |
| V            | 40.9° N    | 4.7° W     | 7 km   |
| W            | 42.2° N    | 1.9° W     | 3 km   |
| Y            | 42.8° N    | 3.4° W     | 4 km   |
| Z            | 42.1° N    | 4.6° W     | 3 km   |